# 포천 한탄강 현무암 협곡과 비둘기낭 폭포
포천 한탄강 현무암 협곡과 비둘기낭 폭포(Columnar jointed basalt in Bidulginang(Dove's pocket) Fall)는 대한민국 경기도 포천시 영북면 대화산리에 있는 현무암 지질지형이다. 2012년 9월 25일 천연기념물 제537호로 지정되었다.

## 개요
포천 한탄강 현무암 협곡과 비둘기낭 폭포는 한탄강 용암대지가 침식, 개석되면서 형성된 현무암 협곡과 폭포로 그 주변에는 크고 작은 하식동굴과 주상절리, 판상절리, 협곡, 용암대지 등 포천-철원-연천지역의 지형 및 지질 형성과정을 이해하는데 중요한 단초를 제공하고 있다.
특히, 용암분출에 따른 침식기준면의 변동과 수계발달 간의 상호작용과 용암대지 내의 폭포 발달과정을 알 수 있는 독특한 폭포지형으로 지형ㆍ지질학적 가치가 매우 크다.
포천 한탄강 현무암 협곡과 비둘기낭 폭포

## 같이 보기
- 포천시의 지질
- 철원군의 지질
- 한탄강

## 참고 도서
- 문화재청, 《문화재이야기여행 천연기념물 100선 보관됨 2016-08-28 - 웨이백 머신》, pp64-71, 2016-03-31

## 참고 자료
- 위키미디어 공용에 포천 한탄강 현무암 협곡과 비둘기낭 폭포 관련 미디어 분류가 있습니다.
- 포천 한탄강 현무암 협곡과 비둘기낭 폭포 - 국가유산청 국가유산포털